# Upplands runinskrifter 643
Upplands runinskrifter 643 är en runsten i Ekolsund, Husby-Sjutolfts socken i Enköpings kommun, Uppland.

## Inskriften
Translitterering av runraden:
× kulaifr × auk × ka(r) × litu × raisa × stain × eftir × antuit × rauþa × faþur · sin ×
Normalisering till runsvenska:
Gullæifʀ ok Karr letu ræisa stæin æftiʀ Andvett ʀauða, faður sinn.
Översättning till nusvenska:
Gullev och Kår läto resa stenen efter Andvätt röde, sin fader.

## Beskrivning
Runstenar med inskrifter från 1000 e.Kr. U 642 på södra sidan om grinden vid infarten till Ekolsunds slott, U 643 står på norra sidan om grinden.
Runstenarna (U 642 och U 643) stod ursprungligen vid Ekilla bro, i Yttergrans socken, men flyttades på 1820-talet till Ekolsund. Vid Brunnsta bro i Yttergrans socken har Hedenger och Björn låtit resa ytterligare en sten till minne av sin far.
Två runstenar, vid Ekilla bro och Varpsundet, är resta av Andvätt och hans bröder till minne av deras far.
U 643 har storlek 230 x 125 cm och materialet är Blågrå granit. Runmästaren är Fot, men det är troligen Torgöt Fotsarve som har ristat stenen. Torgöt Fotsarve var troligen Fots lärjunge. Runstenen har en vacker ornamentik som består av en slingrande drake.